# Josep Marín
Josep Marín i Sospedra hiszp. José Marin (ur. 21 stycznia 1950 w El Prat de Llobregat) – hiszpański lekkoatleta chodziarz pochodzący z Katalonii, mistrz Europy i medalista mistrzostw świata.
Na mistrzostwach Europy w 1978 w Pradze zajął 5. miejsce w chodzie na 20 km, a chodu na 50 km nie ukończył. Na igrzyskach olimpijskich w 1980 w Moskwie zajął 5. miejsce w chodzie na 20 km i 6. w chodzie na 50 km.
Wielkim triumfem Marína były mistrzostwa Europy w 1982 w Atenach. Został na nich złotym medalistą w chodzie na 20 km i srebrnym na 50 km. Na mistrzostwach świata w 1983 w Helsinkach został wicemistrzem w chodzie na 50 km, a w chodzie na 20 km zajął 4. miejsce. Na igrzyskach olimpijskich w 1984 w Los Angeles startował tylko w chodzie na 20 km, w którym był szósty. Zwyciężył na tym dystansie w Pucharze Świata w 1985 w St. John's na wyspie Man. Na mistrzostwach Europy w 1986 w Stuttgarcie został zdyskwalifikowany w chodzie na 20 km.
Ostatnim medalowym sukcesem Marína było zdobycie brązu w na mistrzostwa świata w 1987 w Rzymie w chodzie na 20 km. Na igrzyskach olimpijskich w 1988 w Seulu zajął czwarte miejsce w chodzie na 20 km i 5. miejsce w chodzie na 50 km. Na mistrzostwach Europy w 1990 w Splicie był piąty w chodzie na 50 km. Zajął 12. miejsce na tym samym dystansie na mistrzostwa świata w 1991 w Tokio. Na swych czwartych igrzyskach olimpijskich w 1992 w Barcelonie Marín zajął 9. miejsce w chodzie na 50 km. Miał wówczas 42 lata.
Był mistrzem Hiszpanii w chodzie na 20 km w 1974, 1975, 1977, 1979, 1981, 1985, 1987 i 1988, a w chodzie na 50 km w 1980, 1982, 1983, 1984 i 1988.